# Válka v Tigraji
Válka v Tigraji (tigrajsky ውግእ ትግራይ) byla občanská válka v etiopském regionu Tigraj a přiléhajících oblastech. Konflikt vypukl v noci ze 3. na 4. listopadu 2020. Jednotky loajální regionální vládě bojují s federální armádou (Etiopské národní obranné síly, ENDF). Na straně federální armády se bojů účastní i federální policie, regionální policie a ozbrojené milice ze sousedních regionů Amharsko a Afarsko, a v neposlední řadě též armádní jednotky ze sousední Eritreje (Eritrejské obranné síly, EDF). Tigrajské jednotky byly posilovány armádními přeběhlíky i civilními dobrovolníky a transformovaly se do Tigrajských obranných sil (TDF). Obě strany se patrně během konfliktu dopustily válečných zločinů.

## Pozadí konfliktu

Tigraj na mapě Etiopie

Od skončení občanské války v roce 1991 dominovala etiopské politické scéně Etiopská lidová revoluční demokratická fronta (EPRDF), koalice stran založených na etnické bázi pod vedením Tigrajské lidově osvobozenecké fronty (TPLF). Zakladatelem a nejvlivnější osobností TPLF byl Meles Zenawi, který byl premiérem Etiopie až do své smrti v roce 2012.
Dne 2. dubna 2018 byla kdysi mocná TPLF odstavena od vlivu ve federální vládě, v reakci na rostoucí nespokojenost veřejnosti unavené 27 lety vlády té samé politické garnitury. Při interní volbě předsedy EPRDF zástupci z Amharska, Oromie a SNNL volili Abiyho Ahmeda proti vůli TPLF, která se do křesla snažila prosadit Shiferawa Shiguteho. Zástupci TPLF se po prohrané volbě a vyobcování z vlády stáhli do Tigraje, kde vládli následující tři roky za neustálých sporů s federální vládou. Regionální vláda například znemožnila federální policii zatknout Getachewa Assefu, bývalého předsedu etiopské tajné služby (NISS) a člena exekutivy TPLF.
Dne 1. prosince 2019 premiér Abiy Ahmed sjednotil strany z EPRDF a několik doposud opozičních stran do své nově vzniklé Strany prosperity. TPLF nabídku začlenit se odmítla a obvinila premiéra z ilegální uzurpace moci poté, co všeobecné volby plánované na 29. srpna 2020 odložil z důvodu pandemie covidu-19.
Po odmítnutí nabídky k začlenění do nově zformované Strany prosperity přestala být TPLF definitivně součástí vládnoucí koalice. Během roku 2020 napětí mezi federální vládou a Tigrajci postupně eskalovalo až do listopadové intervence federální armády do regionu. Premiér Abiy, který je oromského původu, obviňoval členy TPLF v regionální vládě z podkopávání jeho autority. Tigrajští vůdci naopak jako hlavní důvod pro vypuknutí konfliktu označili odmítnutí federální vlády uznat výsledky regionálních voleb v Tigraji uspořádaných místní administrativou v září 2020 (v řádném termínu pro konání těchto voleb – podle rozhodnutí federální volební komise ovšem veškeré volby v Etiopii, včetně těchto, měly být odloženy v důsledku pandemie covidu-19). Federální vláda označila zářijové volby v Tigraji za nezákonné a aktivně bránila zahraničním novinářům cestovat do Tigraje volby dokumentovat.
Dobré vztahy mezi Abiym Ahmedem a eritrejským prezidentem Isaiasem Afwerkim, který se v Tigraji netěší dobré pověsti, rovněž nepřispívaly ke snížení napětí mezi federální vládou a regionem. Jako součást "bezpečnostní dohody" mezi Abiym a Isaiasem byly elitní etiopské jednotky přemístěny na základnu Gherghera poblíž eritrejského hlavního města Asmara, údajně v rámci plánu "vymazat TPLF z existence". Koncem října oznámila Etiopská komise pro usmíření, že se pokoušela přimět federální vládu a TPLF k jednání, snahy však ztroskotaly na předběžných podmínkách, kladených oběma stranami.
V době rostoucího napětí zabránila tigrajská vláda generálovi jmenovanému Abiym, aby se ujal přiděleného postu. Dne 3. října 2020 federální parlament navrhl zařazení TPLF na seznam teroristických organizací.

### Etiopská ústava a její role v konfliktu
Podle článku 39.1 etiopské Ústavy z roku 1995 „každý národ, národnost a lid v Etiopii má bezpodmínečné právo na sebeurčení, včetně práva na osamostatnění“.
Článek 62.9 dává Komoře federace (horní komora etiopského parlamentu) právo „nařídit federální intervenci v případě, že některý federační stát (jeho vláda) jednají v rozporu s Ústavou a ohrožují tak ústavní pořádek“.
Koncem září 2020 prohlásila TPLF, že podle Ústavy končí mandáty členů Komory federace, Komory lidových zástupců (dolní komora parlamentu) a vlády k 5. říjnu 2020 a veškerá rozhodnutí přijatá těmito orgány po 5. říjnu proto bude považovat za neústavní. TPLF navrhla vytvoření přechodné úřednické vlády v souladu s plánem, který na Facebooku publikovala Koalice etiopských federalistických sil.

## Průběh konfliktu

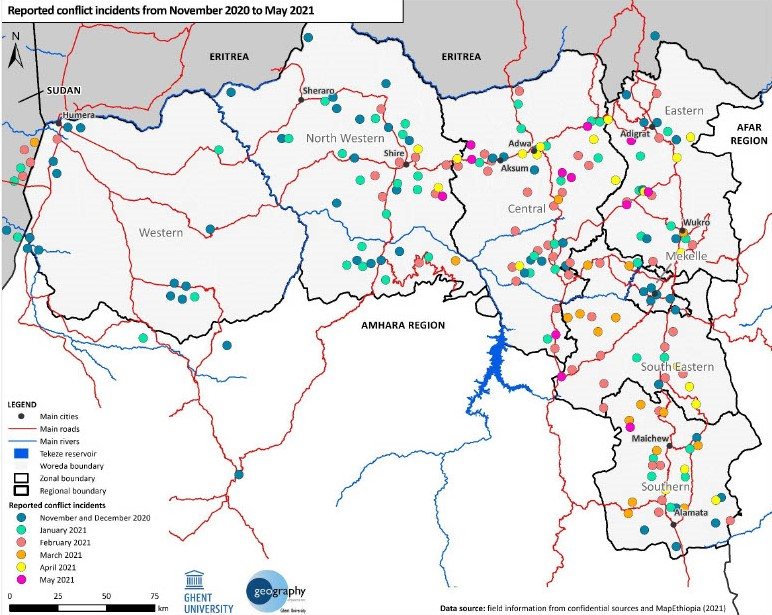
Zaznamenané incidenty během prvních sedmi měsíců války: bitvy, přepady, letecké útoky, útoky dronů a ostřelování

### Rané boje

Situace v Tigraji v listopadu 2020

Dne 4. listopadu 2020 Etiopské národní obranné síly zahájily vojenskou operaci proti Tigrajské lidové osvobozenecké frontě. Operace byla zahájena poté, co etiopský premiér Abiy Ahmed prohlásil, že TPLF napadlo federální vojenskou základnu. Tigraj požádala o zásah Africkou unii. Operace směřuji proti tigrajské vládě, kterou považuje federální vláda za nezákonnou, a jednání s Tigrají podmiňuje etiopský premiér odstavením TPLF od moci a zničením jejího zbrojního arzenálu.
Dne 12. listopadu vyjádřila etiopská vláda obavy, že by se mohl konflikt rozšířit i do dalších států Etiopie, když zadržela 150 etnicky různorodých osob podezřelých ze snah „rozsévat strach a teror“ po celé zemi. Premiér Etiopie přitom setrvával v odmítavém postoji vůči návrhům ze zahraničí, aby inicioval jednání s představiteli Tigraje. Informační i dopravní pojení s Tigrají bylo přerušeno a miliony lidí tak neměly přístup k pohonným hmotám nebo jídlu. Před obchody se tvořily fronty na chléb a pohonné hmoty byly dostupné na příděl. OSN a další organizace naléhavě varovaly před humanitární katastrofou. Invaze zapříčinila za týden exodus téměř 10 tisíc uprchlíků do sousedního Súdánu a súdánské úřady nápor uprchlíků nezvládaly. Odhadovaly přitom, že na jejich území přijde až 200 tisíc lidí. V Tigraji uvízlo více než 1 000 různých občanů cizích zemí.
Přes noc na 14. listopad byly hlášeny raketové útoky na letiště v Gondaru a Bahir Dar, za které bylo odpovědné TPLF. Letiště v Gondaru bylo lehce poškozeno a útok na letiště v Bahiu Dar selhal, protože byl minut cíl. Téhož dne Tigrajská lidově osvobozenecká fronta zaútočila raketami na Asmaru, hlavní město sousední Eritreje.
K 19. listopadu už ze země uprchlo 36 tisíc uprchlíků. Etiopie stále odmítala nabídky na zprostředkování příměří a mluvčí etiopské vlády pro krizi v Tigraji Redwan Hussein požádal o strpení s tím, že jde o krátkodobou operaci. Etiopie vyzvala TPLF ke kapitulaci, ale ta třídenní prostor nevyužila a pokračovala v bojích. Potom ztratila dvě města a správní středisko Mekele čelilo raketové palbě. Obě strany se obviňovaly z vyzbrojování s pomocí zahraničí.
20. listopadu zaútočila TPLF třemi raketami na letiště v hlavním městě Bahir Dar sousedního etiopského státu Amhara, ale útok si nevyžádal žádné škody ani oběti. Zesílila však obava, že by mohl konflikt přerůst hranice Tigraje. 23. listopadu TPLF přiznala už třetí útok na toto letiště. K 24. listopadu už před konfliktem uteklo do Súdánu 40 tisíc obyvatel Tigraje.
V noci na 26. listopadu OSN informovala, že region zůstává odstřižen od zbytku země, vysídleno je přes milion lidí a dochází tam peníze, potraviny i palivo. Jídlo pro téměř 100 tisíc uprchlíků z Eritreji podle zprávy dojde za týden. Více než 600 tisíc lidí tento měsíc nedostalo potravinovou pomoc, která byla blokována ve skladech v Mekele. OSN označilo situaci za vážnou. AP několik hodin po vypršení ultimáta na složení zbraní v řadách TPLF informovalo, že se očekává útok federálních vojsk na hlavní město Mekele a premiér Ahmed uvedl, že bude zahájena konečná fáze ofenzivy. Množily se zprávy, které nebylo kvůli odříznutí regionu od světa možné ověřit, že federální vojáci vraždí civilisty. Human Rights Watch varovala, že úmyslným blokováním humanitární pomoci je porušováno mezinárodní právo.

### Pád Mekele
Dne 23. listopadu etiopská armáda dosáhla okraje města a oblehla jej. Armádní mluvčí Dejene Tsegaye oznámil, že armáda bude město ostřelovat z děl a vyzval civilní obyvatelstvo k evakuaci. Mnoho místních obyvatel Mekele opustilo již v předešlých dnech v důsledku leteckých útoků na město a okolí, přesto značná část obyvatelstva ve městě stále zůstávala.
I přesto, že lídři TPLF i vojenské jednotky rebelů Mekele ještě před příchodem armády opustili, vládní jednotky zahájily na město 28. listopadu útok, kterému předcházela avizovaná těžká dělostřelecká palba. Ještě týž večer premiér Abiy Ahmed oznámil, že armáda má město plně pod kontrolou. Zabito bylo 27 civilistů, dalších 100 bylo zraněno. TPLF vyjádřila odhodlání pokračovat v boji. O dva dny později Abiy jakékoli ztráty na životech mezi civilisty popřel.

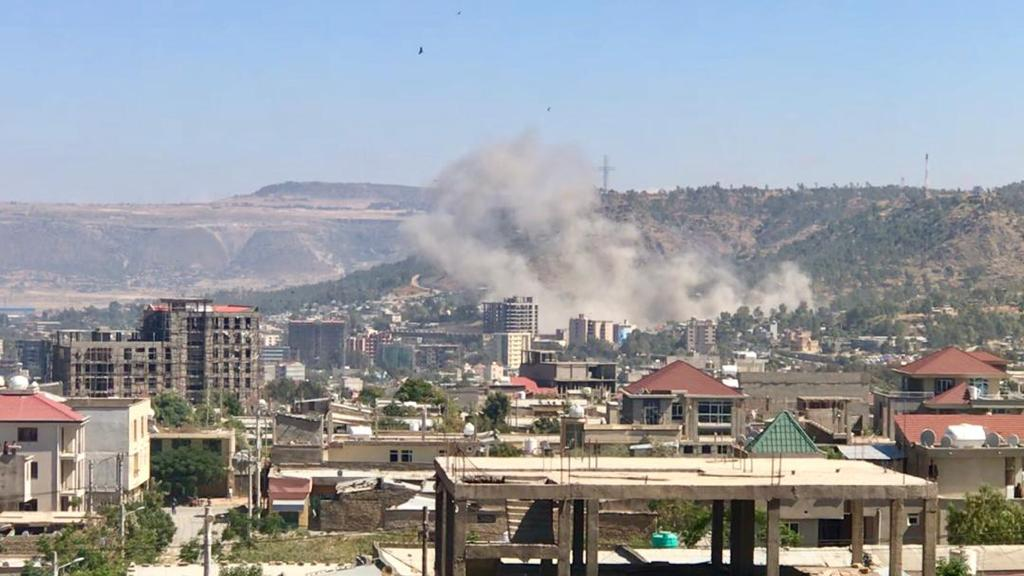
Následky leteckého útoku na Mekele

Armáda začala hledat skrývající se vůdce a členy TPLF a podle premiéra osvobodila několik tisíc vojáků ze severního velitelství sídlícího v Tigraji. Region byl stále odříznut od světa a žádné informace tak nebylo možné ověřit, během konfliktu se přitom často verze Tigraje a federální vlády rozcházely. Vedení TPLF obvinilo Eritreu, že její vojáci vnikají na území Tigraje, ničí uprchlické tábory a odvlékají do Eritreje lidi, kteří tamodtud uprchli. 27. listopadu byla přitom nejméně jedna raketa odpálena z Tigraje na hlavní město Eritreje Asmaru. Situace byla vážná i v Súdánu a šéf Úřadu Vysokého komisaře OSN pro uprchlíky (UNHCR) Filippo Grandi oznámil, že Súdán bude potřebovat 150 milionů dolarů na 6 měsíců dodávek vody, přístřeší a zdravotních služeb pro uprchlíky z Etiopie. V zemi bylo už 43 tisíc uprchlíků a 500 až 600 jich přibývalo dříve každý den. Tento počet ale omezily hlídky etiopské armády na hranicích.

### Ústup TPLF a guerillová válka
Poté, co etiopské jednotky obsadily Mekele a další větší města loajální k TPLF, jednotky TPLF se stáhly do horských oblastí Tigraje, kde zahájily reorganizaci pod hlavičkou Tigrajských obranných sil (Tigray Defence Forces, TDF). Rovněž byly opevňovány pozice držené ve venkovských oblastech. TPLF přešla na guerillové vedení války v podobě výpadů z táborů v horách. V polovině prosince se bojovalo například v místech jako Hagere Selam, Samre, Dogu’a, Kolla Tembien, May Tsemre a v okolí Maychewu. V regionu v této době platil zákaz vycházení, vynucovaný vládními i eritrejskými jednotkami i za pomoci síly. V městě Wukro mělo být zabito 200 lidí a město následně opuštěno. Etiopská vláda zabíjení popřela.

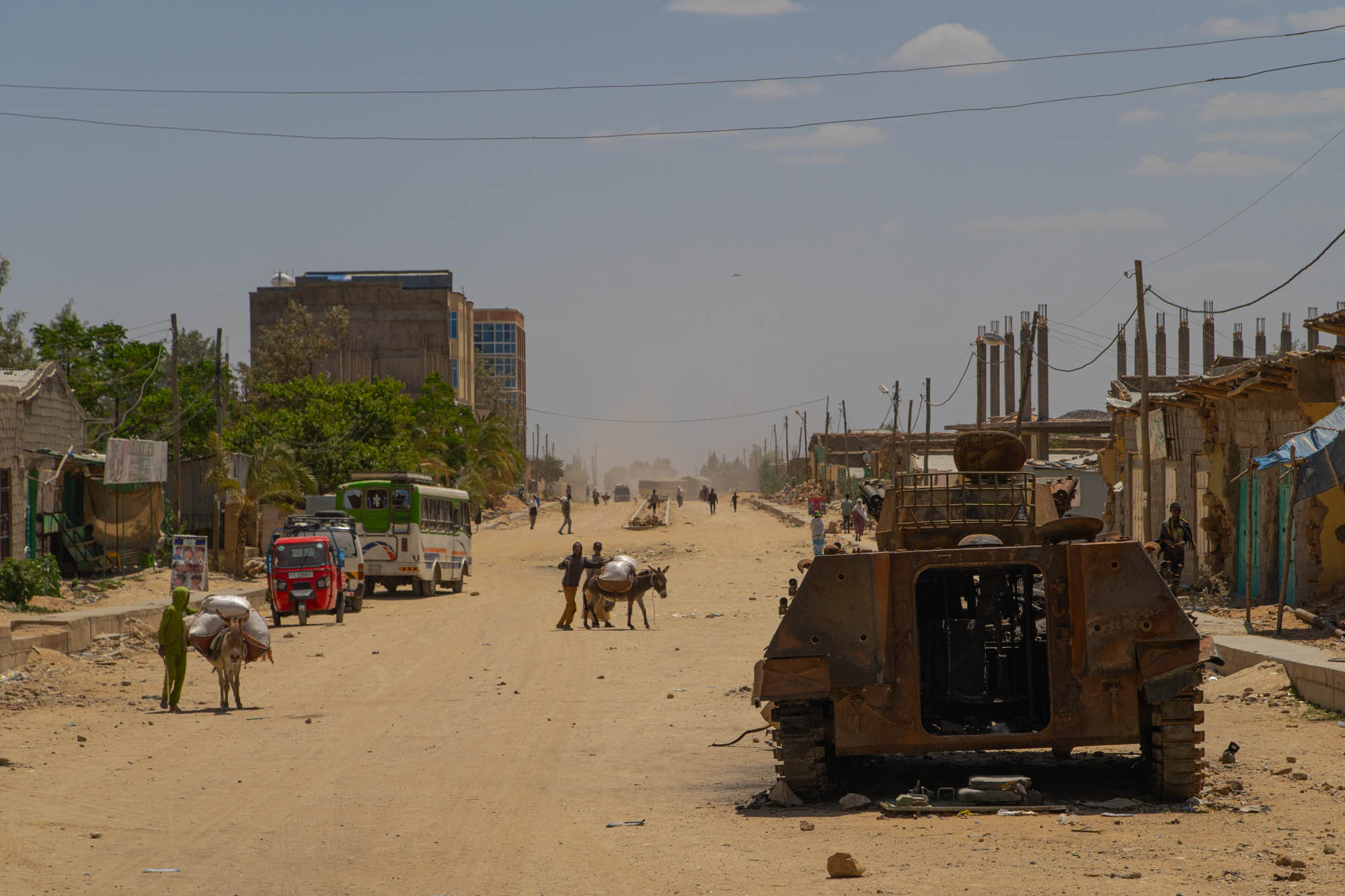
Zničené obrněné vozidlo v jedné z hlavních ulic Hawzenu dne 6. června 2021

Přes počáteční výrazné úspěchy etiopské armády (ENDF) a spolupracující eritrejské armády (EDF) v boji proti TPLF, rozhodujícího vítězství se dosáhnout nepodařilo. Koncem ledna 2021 již bylo jasně patrné, že TDF se vzpamatovala z porážek a těžkých ztrát z listopadových bojů a odpor nabývá na síle. Boje byly hlášeny již z okolí Mekele a k městu se stahovaly jednotky ENDF ustupující z venkovských oblastí. Mezi vojáky ENDF ve městě vypukaly vzpoury, když jednotky ENDF odmítly vést útok proti pozicím TDF v horách. V únoru nejprudší boje probíhaly v okolí města Samre, asi 45 km jihozápadně od Mekele. Tisíce etiopských vojáků podporovaných tanky, děly a letectvem se pokoušely dobýt zdejší opevněné pozice TDF. Výsledek bitvy není znám, podle britského deníku The Guardian zde další boje byly zaznamenány koncem dubna.
V dubnu 2021 TPLF kontrolovala venkovské oblasti v centrální a jižní Tigraji spolu s částí východní a jihovýchodní Tigraje. Vládní jednotky naopak kontrolovaly hlavní silnice a větší města. Amhharské milice kontrolovaly část území na západě, eritrejská armáda část území na severu. Válka se zastavila na mrtvém bodu. Obě strany si přály dosáhnout vojenského vítězství, to však v krátkodobém horizontu nebylo v jejich silách. TDF vedla opotřebovávací válku s podporou místního (tigrajského) obyvatelstva. I přes tlak ze všech stran nabývala TDF za poslední měsíce trvale na síle, mnoho Tigrajců rovněž začalo zvažovat podporu odtržení regionu od zbytku Etiopie, což by ale nepochybně obnovilo spory o podobu hranice mezi Amharskem a Tigrají.

### Tigrajské protiofenzívy

#### Operace Alula

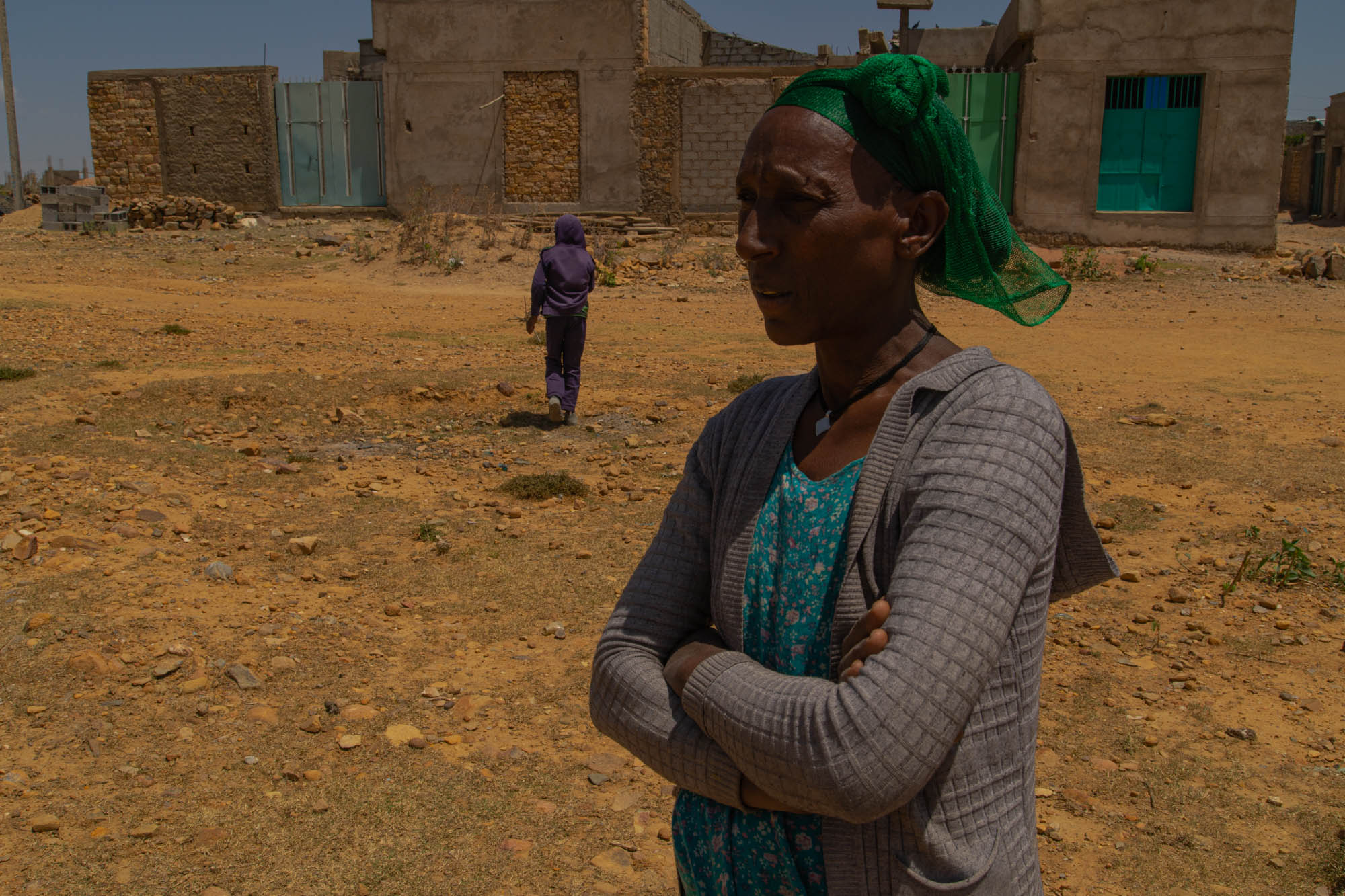
Padesátiletá Letay Girmay řekla, že ona spolu s dalšími obyvateli Hawzenu pohřbili těla mnoha civilistů po bitvách v jejich městě.

Dne 22. června 2021 byl nad městem Samre sestřelen dopravní letoun etiopské armády, což předznamenalo obrat v situaci na bojišti. Již 28. června Tigrajské obranné síly (TDF) znovu ovládly hlavní město regionu Mekele. Místní lidé slavili vítězství TDF v ulicích. Etiopští vojáci, policisté a dosazení úředníci byli viděni, jak opouští město ještě před příchodem TDF. Etiopská vláda krátce poté, co se objevily zprávy o postupu TDF, vyhlásila jednostranné příměří platné pro celý region. Reportérka BBC News Vivienne Nunis charakterizovala příměří jako pokus premiéra Abiyho Ahmeda zachovat si tvář, vláda podle ní neměla příliš na výběr.
Dne 29. června 2021 oznámila TDF odhodlání pokračovat v ofenzívě a přenést boje do Eritreje či Amharska, pokud to bude nezbytné. Zároveň potvrdila získání plné kontroly nad Mekele. K 30. červnu jednotky TDF vstoupily do města Shire, zhruba 140 km severozápadně od Mekele, poté, co se odtud stáhly eritrejské jednotky. Podle prohlášení Mezinárodní krizové skupiny měla k danému datu TDF pod kontrolou již většinu tigrajského regionu. Podle vyjádření etiopské vlády z 30. června by etiopská armáda byla schopna opět vstoupit do Mekele během tří týdnů, pokud by k tomu byly vydány rozkazy. Vláda rovněž oznámila, že se z oblasti bojů stáhly všechny eritrejské jednotky, i když toto nebylo potvrzeno eritrejskou vládou.

#### Operace Tigrajské matky

Situace v červenci 2021. Zelené území je ovládáno Tigrajskou lidově osvobozeneckou frontou, červené etiopskou armádou, šedivé jednotkami státu Amharsko, fialové eritrejskou vládou

Dne 6. července zahájila tigrajská vláda mobilizaci za účelem vyčištění zbylých oblastí Tigraje od amharských milic. Ofenzíva započatá 12. července vedla k dobytí jižních oblastí Tigraje včetně měst Alamata a Korem. Jednotky TDF následně překročily řeku Tekeze a pokračovaly na západ a obsadily město Mai Tsebri, což přimělo amharské představitele vydat výzvy vlastním milicím k vyzbrojení a mobilizaci. Na rychlý postup TDF reagoval premiér Abiy hrozbou obnovení války s Tigrají s cílem rozdrtit rebely, což vyvolalo obavy z genocidy. Abiy zároveň vyzval etiopské regiony k mobilizaci jejich milic. Regiony Oromie, Sidama a SNNL výzvu neoslyšely a mobilizovaly. TDF jako odpověď vpadla do sousedního regionu Afarsko, což přimělo k mobilizaci i další etiopské regiony Beningšangul-Gumuz, Gambela, Harari a Somálsko. Těžké boje v západním Afarsku vyhnaly z domovů více než 54 000 lidí, TDF dobyla tři okresy regionu. Zatímco podle představitelů TPLF vpád do Afarska měl za účel pouze boj se zde umístěnými vládními silami, podle mínění expertů bylo cílem rebelů ovládnutí dálnice N'Djamena – Džibuti, klíčové obchodní spojnice spojující Etiopii s přístavem v Džibuti. V reakci na protiútok TDF do dvou okresů regionu Amhara vyzval regionální prezident Agegnehu Teshager k totální mobilizaci všech dospělých osob, které mají zbraň, a boji proti Tigrajcům. Mezitím jednotky TDF oblehly město Weldiya a 12. srpna jej dobyly.
Dne 5. srpna bylo oznámeno, že jednotky TDF obsadily město Lalibela, známé díky svým skalním kostelům zařazeným na seznam Světového dědictví UNESCO. Dne 9. srpna 2021 vyjádřila výkonná ředitelka UNICEF Henrietta Foreová znepokojení nad zprávami z regionu Afarsko, že přes 200 osob, včetně stovky dětí, bylo zabito při útocích na zdravotnické zařízení a školu, kde se pokoušely najít útočiště. Dne 11. srpna 2021 oznámily TPLF a Fronta za osvobození Oromie (OLF, OLA) vytvoření aliance za účelem svržení vlády premiéra Abiyho Ahmeda. Představitelé TPLF zároveň oznámili, že jednají i s dalšími povstaleckými skupinami ve snaze vytvořit "velkou alianci".

## Vyšetřování válečných zločinů a zločinů proti lidskosti
Organizace Human Rights Watch (HRW) po ukončení operace v rámci svého vyšetřování mluvila s několika desítkami obyvatel, novinářů či humanitárních pracovníků, kteří byli na místě, když operace probíhala. HRW tak zjistila, že etiopské dělostřelectvo ostřelovalo města bez odlišení, zda jde o civilní nebo vojenské cíle. Kvůli tomu zemřelo minimálně 83 civilistů a dalších nejméně 300 bylo zraněno. Vláda se ke zprávě do února nevyjádřila, ale už dříve oznámila, že neútočila úmyslně na civilní cíle. HRW vyzvala etiopskou vládu, aby do Tigraje umožnila vstup vyšetřovatelům OSN, kterým by mělo být umožněno vyšetření počínání obou stran během konfliktu. Do oblasti byl v únoru stále špatný přístup, Mezinárodní výbor Červeného kříže odhadoval velikost oblastí s nemožností přístupu v Tigraji na 80 % jeho rozlohy. Přitom organizace odhadla, že 3,8 milionu obyvatel oblasti z celkových 6 potřebovalo humanitární pomoc, lidé neměli přístup k lékařské péči a měli kritický nedostatek potravin. Vláda přitom tvrdí, že společně s OSN a nevládními organizacemi pracuje na přísunu pomoci.
Přestože události v Tigraji nebylo kvůli izolaci stále možné v únoru 2021 ověřovat, z oblasti pronikaly zprávy, že 28. listopadu 2020 se u Chrámu panny Marie Sionské ve městě Aksúm s mimořádným významem pro etiopské pravoslavné křesťany stal masakr, při němž zemřelo až 800 lidí. Agentura AP zprostředkovala svědectví několika přítomných osob. Během ofenzivy se na toto místo koncentrovali uprchlíci z různých částí Tigraje. Vládním jednotkám asistovali při potírání předáků z Tigraje také vojáci z Eritrey. A především ti se údajně podíleli na akci, kdy vojáci ve snaze dopadnout příslušníky tigrajských milic vpadli do chrámu a začali střílet do prchajících lidí. Stříleli i do lidí, kteří prchali směrem od kostela, na ulici ležela mrtvá těla a z domů se ozýval pláč. Tato střelba probíhala až do následující dne, vojáci chodili od domu k domu a zabíjeli. Mrtvé pomáhal počítat a pohřbívat do hromadných hrobů diákon, který jich napočítal asi 800. Mrtví zůstali na ulicích ještě několik dní, těla zapáchala a obyvatelé v noci slýchali přicházející hyeny, které se těly krmily. Vojáci zakázali některá těla pohřbívat a diákon směl těla pohřbít jen do hromadných hrobů, až když vojáci odešli. Kromě tohoto masakru zřejmě vládní a eritrejští vojáci provedli i další masakry v okolních vesnicích. Vláda zapojení eritrejských jednotek popřela, ale satelitní snímky jejich přítomnost potvrdily a dosvědčily také, že se eritrejské jednotky dopouštěly zločinů v uprchlických táborech. Do konce března 2021 se podařilo identifikovat 1 900 z odhadovaného počtu zhruba 8 000 obětí masakrů a vraždění.
Události z 28. a 29. listopadu 2020 následně popsala i zpráva Amnesty International z 26. února 2021. Organizace sestavila seznam 240 jmen obětí s tím, že zavražděných mohlo být více. Také tato zpráva tvrdila, že se do bojů zapojily i jednotky sousední Eritreje. Masakr přitom přišel těsně před významným svátkem etiopských pravoslavných křesťanů, kteří 30. listopadu slaví Slavnosti Panny Marie Sionské. Organizace na zprávě usilovně pracovala 3 měsíce a pomocí několika metod si následně mohla udělat nějaký závěr. Zpráva využívá svědectví 41 přeživších a svědků událostí v Aksúmu a 20 dalších lidí, kteří byli obeznámeni se situací. Organizace ověřila pravost videí údajně natočených v Aksúmu a využívala i satelitní snímky, na kterých zaznamenala známky rabování a čerstvých hromadných hrobů u dvou kostelů. Organizace zaslala vládám Eritreje a Etiopie žádost o vyjádření, ale odpovědi se nedočkala. Organizace zažádala o vyšetřování podezření na zločiny proti lidskosti a na válečné zločiny Organizaci spojených národů.

## Reakce
- OSN – varovala před humanitární katastrofou kvůli nedostatku potravin a pohonných hmot pro miliony lidí
- Tibor Nagy, nejvýše postavený diplomat USA v Africe – vyzval k obnovení míru a snížení napětí